# Flughafen Denizli-Çardak

i7
i11
i13
Der Flughafen Denizli-Çardak (türkisch Denizli Çardak Havalimanı, IATA-Code: DNZ, ICAO-Code: LTAY) ist ein nationaler Verkehrs- und Militärflughafen in der türkischen Provinz Denizli. Der Flughafen liegt in der Gemarkung der Kleinstadt Çardak. Der Flughafen Denizli-Çardak liegt 65 km östlich der Provinzhauptstadt Denizli sowie 5 km südöstlich von Çardak. Mit knapp 650.000 Passagieren im Jahr gehört der Flughafen zu den mittelgroßen Flughäfen in der Türkei (Stand 2019). Er wird durch die staatliche DHMİ betrieben. Der 1991 in Betrieb genommene Flughafen verfügt über ein Terminal mit einer Größe von 16.890 m² und ist kapazitär in der Lage, jährlich bis zu 2,2 Millionen Passagiere abzufertigen.

## Fluggesellschaften und Flugziele
Istanbul ist die einzige Stadt in der Türkei, die regelmäßig von Denizli aus angeflogen wird. Vereinzelt wurden Flüge in den Iran und Tunesien angeboten.
Zwischen 2010 und 2013 wurde der Flughafen Ankara-Esenboğa (ESB) angeflogen. Aufgrund geringer Passagierzahlen wurde die Flugstrecke eingestellt.

## Geplanter Ausbau zu einem internationalen Flughafen
Es ist seit längerer Zeit in Planung, dass der Flughafen international wird. Dadurch sollen die nächstgelegenen Flughäfen Antalya, Izmir und Dalaman entlastet werden, weil die Höchstkapazitäten dieser Flughäfen erreicht sind.
In Çardak kann es in den Wintermonaten zu dichtem Nebel und dadurch bedingt vereinzelt zu Verspätungen und Flugausfällen kommen, weshalb von Bürgern und Politikern der Provinz Denizli ein neuer Flughafen an einem anderen Standort gefordert wird.

## Entwicklung der Passagierzahlen
| Jahr | Passagiere | Veränderung zum Vorjahr    |
| ---- | ---------- | -------------------------- |
| 2024 | 452.744    | ▲ 3 %                      |
| 2023 | 441.360    | ▲ 13 %                     |
| 2022 | 389.459    | ▲ 23 %                     |
| 2021 | 315.714    | ▲ 35 %                     |
| 2020 | 233.197    | ▼ 64 % (COVID-19-Pandemie) |
| 2019 | 649.782    | ▼ 1 %                      |
| 2018 | 656.610    | ▼ 4 %                      |
| 2017 | 680.999    | ▲ 24 %                     |
| 2016 | 560.525    | ▲ 9 %                      |
| 2015 | 514.459    | ▲ 27 %                     |
| 2014 | 404.340    | ▲ 44 %                     |
| 2013 | 281.643    | ▲ 47 %                     |
| 2012 | 192.108    | ▲ 10 %                     |
| 2011 | 174.627    | ▲ 29 %                     |
| 2010 | 135.005    | ▼ 11 %                     |
| 2009 | 150.780    | ▼ 4 %                      |
| 2008 | 157.361    | ▲ 4 %                      |
| 2007 | 151.212    | -                          |